# Frank Fiddes
Frank James Fiddes (Toronto, 16 de julio de 1906-Toronto, 26 de marzo de 1981) fue un deportista canadiense que compitió en remo. Participó en los Juegos Olímpicos de Ámsterdam 1928, obteniendo una medalla de bronce en la prueba de ocho con timonel.

## Palmarés internacional
| Juegos Olímpicos | Juegos Olímpicos         | Juegos Olímpicos  | Juegos Olímpicos |
| Año              | Lugar                    | Medalla           | Prueba           |
| ---------------- | ------------------------ | ----------------- | ---------------- |
| 1928             | Ámsterdam (Países Bajos) | Medalla de bronce | Ocho con timonel |